# 豐田工業大學
豊田工業大学
| 大学設置   | 1981年                                       |
| 学校種別   | 私立大学                                     |
| 設置者     | 学校法人トヨタ学園                           |
| 学長       | 生嶋明                                       |
| 本部所在地 | 愛知県名古屋市天白区久方2-12-1               |
| 学部       | 工学部                                       |
| 研究科     | 工学研究科                                   |
| 網站       | 豊田工業大学公式サイト（页面存档备份，存于） |

豐田工業大學（日语：／ Toyota Kōgyō Daigaku */?）是一所位於日本愛知縣名古屋市的私立大學，1981年由豐田汽車的大筆捐款而創立。該校原只招收擁有實業工作經驗的學生，但現今大多為一般學生。
2003年，豐田汽車又在美國伊利諾州芝加哥創立了「豐田工業大學芝加哥分校」（Toyota Technological Institute at Chicago）。

## 辦學精神
豐田汽車創辦人豐田喜一郎之父豐田佐吉的格言：「用心於研究創造，領先於時代潮流。」（研究と創造に心を致し常に時流に先んずべし。）

## 教育研究組織
- 學部
  - 工學部
    - 先端工學基礎學科
- 研究所(大學院)
  - 工學研究科
    - 先端工學專攻
    - 資訊應用工學專攻
    - 極限材料專攻

## 另見
- 豐田工業學園（トヨタ工業学園）

## 外部連結
豐田工業大學網站（页面存档备份，存于）